# Fachinal (Chile)
Fachinal es una localidad chilena, ubicada junto al Lago General Carrera en la comuna de Chile Chico, en la Región de Aysén.
En sus proximidades se encuentra el estero Laguna Bonita.
Su conectividad la realiza a través de la ruta 265 que la comunica con Puerto Guadal y Chile Chico y con la localidad argentina de Los Antiguos.
En sus proximidades se ubica el Aeródromo Fachinal que permite la conectividad aérea para Chile Chico y la ribera sur del Lago General Carrera.
- Datos: Q21003048